# 布倫特伍德 (紐約州)
布倫特伍德（英語：Brentwood）是位於美國紐約州薩福克縣的普查規定居民點。

## 人口
根據2020年美國人口普查的數據，布倫特伍德的面積為28.36平方千米，皆為陸地。當地共有人口62387人，而人口密度為每平方千米2,199.82人。